# عبدو شاهين
عبدو شاهين هو ممثلٌ لبناني، وُلد في 1 مايو (أيار) 1982. كان قد تخرج من معهد الفنون قسم المسرح، وعمل مع الدكتور جواد الأسدي في «دفتر سيجارة» و «لماذا تركت الحصان وحيداً». كما عمل مع الأستاذة جنى الحسن في «لما النوم يغادر جفونك» حيث حصل على جائزة أفضل ممثل في مهرجان فيلادلفيا في الأردن عن دوره في هذا العمل، كما عمل مع الممثلة والمخرجة بيتي توتل في ثلاثة أعمال مسرحية.

## أعماله
شارك في عددٍ من الأعمال، ومنها:
• العميل (مسلسل) (2024)
- شتي يا بيروت (مسلسل) (2021)
- الهيبة جبل (2021)
- لحم غزال (2021)
- لا حكم عليه (2020)
- الهيبة الرد (2020)
- الهيبة الحصاد (2019)
- دولار (2019)
- الهيبة العودة (2018)
- الهيبة (2017)
- بلاد العز (2017)
- صمت الحب (2017)
- محرومين (2017)
- صرخة روح- الجزء الرابع (2016)
- نص يوم (2016)
- بنت الشهبندر (2015)
- ذهاب وعودة (2015)
- علاقات خاصة (2015)
- عشرة عبيد صغار (2014)
- ولاد البلد (2014)
- حبيب ميرا (2013)
- حدود شقيقة (2013)
- عندما يبكي التراب (2012)
- جنى العمر (2011)
- بدل عن ضايع (2009)

## وصلات خارجية
- عبدو شاهين على موقع IMDb (الإنجليزية)
- عبدو شاهين على موقع قاعدة بيانات الأفلام العربية
- عبدو شاهين على موقع قاعدة بيانات الفيلم (الإنجليزية)